# Adenopodia scelerata
Adenopodia scelerata là một loài thực vật có hoa trong họ Đậu. Loài này được (A.Chev.) Brenan miêu tả khoa học đầu tiên.